# Nam-myeon, Chuncheon
Nam-myeon (koreanska: 남면) är en socken i kommunen Chuncheon i provinsen Gangwon i den norra delen av Sydkorea, 60 km nordost om huvudstaden Seoul. 